# 아이텍
아이텍(ITEK Inc.)는 대한민국의 기업이다. 본사는 경기도 화성시 동탄면 동탄산단4길 9-15에 위치해 있으며 대표이사는 이장혁이다. 

## 상장
2010년 10월 26일에 공모가 9,100원에 상장하였다. 

## 참고 문헌
1. ↑  "AI·자율주행 테스트 해주세요" 아이텍 시스템 반도체發 수혜집중, 머니투데이, 2023-11-08
2. ↑  아이텍, 반도체·자회사 급성장…올해 영업익 838%↑, 보도자료9, 2022.02.25
3. ↑  아이텍, 5나노급 첨단 반도체 검사장비 본격 가동… AI·자율주행 고객사 확보, Fn뉴스, 2023.10.31